# Martin O’Sullivan
Martin O’Sullivan (* 1891 in Ennistymon, County Clare; † 20. Januar 1956 in Dublin) war ein irischer Gewerkschafter und Politiker. Er gehörte von 1933 bis 1951 dem Dáil Éireann, dem Unterhaus des irischen Parlaments, an und war von 1943 bis 1945 Bürgermeister von Dublin.

## Leben
Nach seiner Schulzeit arbeitete Martin O’Sullivan in Sligo und Cavan für die Midland Great Western Railway und wurde Bahnhofsvorsteher in Recess an der Connemara Railway. Nach der Übernahme der Midland Great Western Railway durch die Great Southern Railways wurde er nach Dublin versetzt und war leitender Lohnbuchhalter der Eisenbahn-Zentralwerkstatt in Inchicore.

### Gewerkschafter
Schon früh engagierte O’Sullivan sich gewerkschaftlich und wurde schließlich zum Vorsitzenden der Gewerkschaft der Eisenbahnangestellten (Railway Clerks’ Association, RCA) gewählt. Er war Vorsitzender des Dachverbandes der Gewerkschaften in Dublin (Dublin Council of Trade Unions) und Vorstandsmitglied des damaligen irischen Gewerkschaftsbundes (Irish Trades Union Congress).

### Politiker

#### Stadtrat und Bürgermeister in Dublin
Durch die Gewerkschaftsarbeit fand O’Sullivan zur Irish Labour Party und in die Politik. 1930 wurde er erstmals als Alderman in den Dubliner Stadtrat (Dublin Corporation) gewählt. Bis zu seinem Rückzug aus der Kommunalpolitik 1950 wurde er stets wiedergewählt. 1943 wählte die Dublin Corporation ihn einstimmig zum Bürgermeister (Lord Mayor of Dublin). Er war der erste Labour-Mann in diesem Amt.

#### Abgeordneter des Dáil Éireann
Bei den Parlamentswahlen 1933 wurde O’Sullivan für die Irish Labour Party zum Abgeordneten (Teachta Dála) des Wahlkreises Dublin North gewählt. Danach vertrat er die Wahlkreise Dublin County (1938–1943), Dublin North West (1943–1948) und Dublin North Central (1948–1951). 1949 wählten ihn die Labour-Abgeordneten zu ihrem Fraktionsvorsitzenden. Im November 1950 musste er aus Gesundheitsgründen den Vorsitz aufgeben. Im Dáil Éireann setzte O’Sullivan sich vornehmlich in der Sozialpolitik ein, vor allem für die Behebung der Wohnungsnot, für Maßnahmen gegen die Arbeitslosigkeit sowie für eine Politik der Befreiung kinderreicher Familien und alter Menschen aus ihrer Armut (siehe seine 417 mündlichen und schriftlichen Stellungnahmen in Parlamentsdebatten in den Jahren von 1943 bis 1951).

## Familie
Martin O’Sullivan und seine Frau Mary hatten einen Sohn und zwei Töchter.